# Rossville (Kansas)
Rossville es una ciudad ubicada en el condado de Shawnee, Kansas, Estados Unidos. Según el censo de 2020, tiene una población de 1105 habitantes.

## Geografía
La localidad está ubicada en las coordenadas 39°8′9″N 95°56′59″O / 39.13583, -95.94972 (39.135799, -95.949624).

## Demografía
Según la Oficina del Censo en 2000 los ingresos medios por hogar en la localidad eran de $44,118 y los ingresos medios por familia eran de $53,333. Los hombres tenían unos ingresos medios de $37,917 frente a los $25,347 para las mujeres. La renta per cápita para la localidad era de $20,103. Alrededor del 3.1% de la población estaban por debajo del umbral de pobreza.
De acuerdo con la estimación 2015-2019 de la Oficina del Censo, los ingresos medios por hogar en la localidad eran de $62,083 y los ingresos medios por familia son de $76,429. El 10.6% de la población está en situación de pobreza.